# آيت واغزن (آيت وادريم)
آيت واغزن هي إحدى مشيخات المملكة المغربية، تتبع جغرافيا لإقليم شتوكة آيت باها وإداريًا لآيت وادريم. يقدر عدد سكانها بـ 1595 نسمة حسب الإحصاء الرسمي للسكان والسكنى لسنة 2004.